# NGC 3614
NGC 3614 (другие обозначения — UGC 6318, MCG 8-21-15, ZWG 242.19, IRAS11155+4601, PGC 34561) — спиральная галактика (Sc) в созвездии Большой Медведицы. Открыта Уильямом Гершелем в 1788 году.
NGC 3614 — спиральная галактика средних размеров, имеет бар, её спиральные рукава довольно клочковатые и фрагментированные. У этой галактики обнаружено два звёздных потока: один имеет угловую длину 3,8 минуты дуги, другой 4,6 минуты. Для сравнения, угловой размер диска галактики составляет 5,4 минуты дуги.
Этот объект входит в число перечисленных в оригинальной редакции «Нового общего каталога».